# Maurice Hennequin
Charles Maurice Hennequin, född 10 december 1863 i Liège, död 3 september 1926 i Montreux, var en fransk-belgisk lustpelsförfattare. Han var son till Alfred Hennequin.
Hennequin skrev tillsammans med Georges Duval, Paul Bilhaud, Pierre Veber och ensam en rad välbyggda, oftast skabrösa farser med lätt och lustig dialog. De flesta har med framgång uppförts även i Sverige, bland dessa märks Le coup de fouet (1901, Sendraget samma år), Le dragées d'Hercule (1904, Herculespillerna, 1907) och Les honneurs de la guerre (1913, Krigsära 1916).